# مابوهای
مابوهای (انگلیسی: Mabuhay) شرکت هوافضای فیلیپینی است، که در سال ۱۹۹۴ تأسیس شد.